# Caselle Landi
Caselle Landi ist eine italienische Gemeinde mit 1444 Einwohnern (Stand 31. Dezember 2023) in der Provinz Lodi in der Region Lombardei.

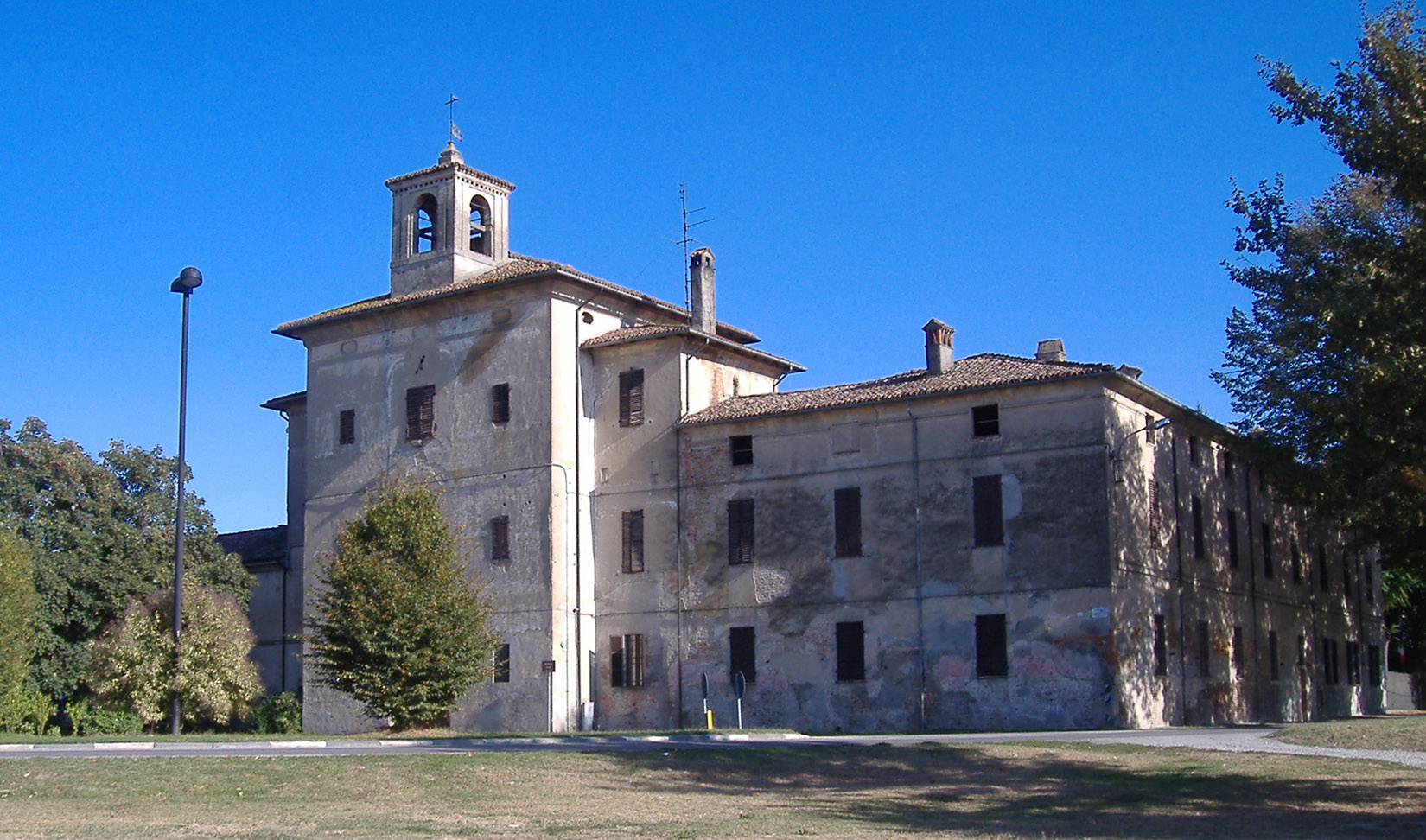
Das neue Schloss

## Ortsteile
Im Gemeindegebiet liegen neben dem Hauptort die Fraktion Gerrone, sowie die Wohnplätze Bruzzelle, Cascina Oratorio, Isola und Piardello.

## Persönlichkeiten
- Giovanni Losi (1838–1882), römisch-katholischer Ordenspriester.